# Ust-Abakansky (huyện)
Huyện Ust-Abakansky (tiếng Nga: ? райо́н) là một huyện hành chính tự quản (raion), của Khakassia, Nga. Huyện có diện tích 6899 kilômét vuông, dân số thời điểm ngày 1 tháng 1 năm 2000 là 55600 người. Trung tâm của huyện đóng ở Ust-Abakan.